# 絹川武良司
絹川武良司（きぬがわ むらじ、1894年 - 1968年、秋田県南外村(現・大仙市)生まれ）は、日本の物理化学者、鉄鋼技術者であり特にステンレス鋼研究の権威で知られる。理学博士。学士会会員。東海大学教授。

## 人物
1894年秋田県南外村(現・大仙市)の貧しい農家に生まれる。教職の道を目指して秋田県立師範学校、東京高等師範学校の修学を経て京都帝国大学に進学する。
1921年京都帝国大学理学部を卒業。金属業界への就職を恩師から勧められて、住友合資会社伸銅製作所尼崎工場に入社して研究係を務める。
1937年学位論文(絹川 1937)にて東京帝国大学より理学博士の学位を授与する。
1938年故金子英雄氏遺兒養育資金募集の発起人に参画する。
1943年、住友金属工業鋼管製作所の所長に就任した。
1944年12月21日「高温高壓精油鋼管の研究及び工業化」の研究で、兵器開発の進歩改善に寄与したとして昭和18年度前期技術有功章を受賞した。
1945年日本ステンレス常務取締役兼技師長となる。1946年同社専務取締役兼技術研究所所長、1951年副社長に任命された。
1952年『金属防蝕技術総覧』(日本学術振興会第97腐蝕防止委員会・編 1952)の編纂に参画する。
1963年、日本金属学会名誉員。
1965年、東海大学の教授となる。
1968年、神奈川県で逝去する。

## 特許
地道な実験と考察の積み上げにより、ステンレス鋼に関連した発見と特許は21件ある。

## 著作・論説
- 絹川武良司「鐵又は鋼の靑熱現象に就て」『工業之大日本』第21巻第4号、工業之大日本社、1924年4月。
- 絹川武良司「球狀セメンタイトに就て」『工業之大日本』第22巻第1号、工業之大日本社、1924年1月。
- 絹川武良司「罐用鋼管の一般的性質、特に燃料と腐蝕との關係に就て」『燃料協會誌』第8巻第81号、1929年6月、doi:10.3775/jie.8.649。
- 絹川武良司「最新の高溫高壓汽罐用鋼管に就て」『機械』第5巻第3号、工業雑誌、1932年3月。
- 絹川武良司「高溫高圧気罐用鋼管に就て」『機械学会誌』第36巻第189号、機械学会、1933年1月、doi:10.1299/jsmemagazine.36.189_12。
- 絹川武良司「航空機用薄肉鋼管材としてのクローム・モリブデン鋼に就て」『鐵と鋼 : 日本鐡鋼協會々誌』第18巻第6号、1932年6月25日、563-582頁、doi:10.2355/tetsutohagane1915.18.6_563、NAID 110006326521。
- 絹川武良司「航空機用鋼管及鋼鈑材としての不錆鋼に就て」『鐵と鋼 : 日本鐡鋼協會々誌』第18巻第11号、1932年11月25日、1206-1232頁、doi:10.2355/tetsutohagane1915.18.11_1206、NAID 110001841044。
- 絹川武良司「鋼管ノ材質並ビニ工作法ノ冶金学的研究」、東京帝国大学、1937年6月24日、NAID 500000487649、工学博士 学位授与番号 [報告番号不明]。
- 絹川武良司・述『歐米並に我國の鐡鋼業』大阪實業教育協會、大阪、1938年6月。 NCID BB1012574X。
- 絹川武良司「高温高圧化学工業用構造材料に就て」『化学機械』第3巻第1号、1939年、32-40頁、doi:10.1252/kakoronbunshu1937.3.32。
- 絹川武良司「ボイラーチューブに就て」『工業雑誌』第75巻第940号、工業雑誌社、1939年4月。
- 朝倉希一、大島義清、小川清二、加茂正雄、菊池麟平、絹川武良司、黒田泰造、 小池四郎、笹部誠、佐立健雄、田中弘、棚橋寅五郎、中田義算、中西健治、錦織清治、針谷孝之、松前重義、宮本武之輔、渡瀬正磨「生産拡充政策に就き技術者より現内閣への献策」『科学主義工業』第4巻第3号、1940年8月、26-30頁。
- 「［特集］『技術的委任統治』を提唱す」『科学主義工業』第4巻第8号、1940年8月、50-25頁。
- 「合成化學工業用金屬材料に就て」『科日本金屬學會誌』第5巻第8号、1941年、A399-A408、doi:10.2320/jinstmet1937.5.8_A399。
- 絹川武良司「勞苦三昧經」『発明 : The invention』第38巻第3号、発明推進協会、1941年3月。
- 絹川武良司「最近のボイラーチユーブに就いて」『機械と材料 : 工業雑誌』第77巻第965号、工業雑誌社、1941年5月。
- 絹川武良司 (1942年6月10日). “大東亜戦争と科学技術者の使命 （一）科学技術の決戦 遥かに米英を抜く性能”. 神戸大学経済経営研究所 新聞記事文庫・日本工業新聞
- 絹川武良司 (1942年6月11日). “大東亜戦争と科学技術者の使命 （二）負荷された重責 常に新兵器を仮定研究”. 神戸大学経済経営研究所 新聞記事文庫・日本工業新聞
- 絹川武良司 (1942年6月12日). “大東亜戦争と科学技術者の使命 （三）科学思想の徹底 今後に俟つ重要課題”. 神戸大学経済経営研究所 新聞記事文庫・日本工業新聞
- 絹川武良司「雜錄 最近特許發明ニウス 高耐力合金鋼」『機械と材料 : 工業雑誌』第78巻第984号、工業雑誌社、1942年12月。
- 絹川武良司『合成化学工業用金属材料に就て』科学動員協会東海支部、名古屋、1943年。全国書誌番号:44034642。
- 絹川, 武良司『9 合成化学工業用金属材料に就て』科学動員協会東海支部、1943年。
- 絹川武良司「我國に於ける化學機械用材料の進歩」『工業化学雑誌』第46巻第6号、1943年、583-591頁、doi:10.1246/nikkashi1898.46.6_583。
- 絹川武良司「13Cr及び18Cr不銹鋼の熔接に就て」『工作機械』第6巻第1号、科学主義工業社、1943年1月。
- 「蹌踉たる我國の製鋼技術」『日本金屬學會誌』第7巻第5号、1943年、191-192頁、doi:10.2320/jinstmet1937.7.5_191。
- 絹川武良司 著「IV 平爐作業」、研友会 編『職域講話集 鉄鋼篇』 第1輯、誠文堂新光社、1944年。 NCID BN15988023。
- 日本学術振興会学術部第5小 (腐蝕防止) 委員会 編「19,化學工業用耐蝕性鋼」『12 昭和17年度中間報告』 第9、日本学術振興会、1945年、48頁。
- 絹川武良司「化學工業とステンレス･スチール」『金属』第16巻第7号、アグネ技術センター、1946年7月。
- 絹川武良司、杉林和夫「ステンレススチールの冩眞刻蝕」『金属』第16巻第12号、アグネ技術センター、1946年12月。
- 絹川武良司「經濟人の宗敎觀 野狐の辯」『宗教公論』第19巻第10号、宗教問題研究所、1949年12月。
- 降旗音吉、絹川武良司、岸野佐吉、五十嵐勇 著「第５章 引拔及び壓出」、材料研究会 編『16 工業材料便覧 : 金属』理工出版社、1950年。
- 絹川武良司「化學装置とステンレス･スチール」『金属』第20巻7/8号、アグネ技術センター、1950年8月。
- 絹川武良司「隨想――禪と近代科學思想」『世界週報』第32巻第25号、時事通信社、1951年9月。
- 絹川武良司 著「第5章 耐蝕性鉄鋼材料」、日本学術振興会第97腐蝕防止委員会 編『19 金属防蝕技術総覧』 上巻、日刊工業新聞社、1952年。
- 日本学術振興会第97腐蝕防止委員会 編『金属防蝕技術総覧』 上巻、日刊工業新聞社、1952年。全国書誌番号:53005068。
- 絹川武良司「鉱山用ポンプの材質に就いて」『蝕技術資料』第1巻第3号、1952年、165-166頁、doi:10.3323/jcorr1952.1.165。
- 絹川, 武良司「ステンレス・スチールについて」『化学と工業 = Chemistry & chemical industry』第5巻第6号、日本化学会、1952年6月。
- 絹川武良司「耐蝕羽料大いに腐る」『金属』第23巻第2号、アグネ技術センター、1953年2月。
- 絹川武良司「ステンレス工業の前途ますく有望」『先見経済』第337号、セイワコミュニケーションズ、1953年3月。
- 絹川武良司「ステンレス･スチールの化学装置えの応用」『化學工業』第4巻臨時増刊5、小峰工業出版、1953年9月。
- 絹川武良司「ステンレス･スチールの使用上の注意」『マテリアル』第1巻第1号、日刊工業新聞社、1953年9月、1頁。
- 「管材の製造技術を通じての小平さんと私との交渉・絹川武良司」『小平勇を憶う』小平勇回想録世話人会、1954年。
- 絹川武良司 著「温故知新」、新夕刊新聞社出版部 編『財人随想』新夕刊新聞社、1955年。
- 絹川武良司「ステンレス･スチール･最近における種類とその傾向」『マテリアル』第3巻第8号、日刊工業新聞社、1955年8月、24頁。
- 絹川武良司「日本ステンレス発展史」『特殊鋼』第4巻第11号、特殊鋼倶楽部、1955年12月、38頁。
- 絹川武良司「ステンレス鋼の耐蝕性とその応用」『化學工業』第7巻第2号、小峰工業出版、1956年2月。
- 絹川武良司 著「古田さんという方」、河村竜夫 編『人間 : 古田俊之助』ヰゲタ鋼管、1957年。
- 絹川武良司『特殊鋼』第7巻第1号、特殊鋼倶楽部、1958年1月、63頁。
- 絹川武良司「1. 業界代表の新年第一声」『特殊鋼』第8巻第1号、特殊鋼倶楽部、1959年1月、75頁。
- 絹川武良司「昭和35年を鉄鋼技術躍進の年とせよ」『鐵と鋼 : 日本鐡鋼協會々誌』第46巻第4号、1960年4月1日、453-454頁、doi:10.2355/tetsutohagane1955.46.4_453。
- 絹川武良司「新しい車両用材としてのステンレス系合金鋼について」『車両技術』第68号、日本鉄道車輌工業会、1961年7月。
- 絹川武良司「ステンレス系合金の溶接加工に関連して起こる欠陥とその防止対策」『溶接技術 : Welding technology : 一般社団法人日本溶接協会誌』第11巻第10号、産報出版、1963年10月。
- 絹川武良司（著）、日本防錆技術協会 [編][他]（編）「ステンレス時代は目捷に迫っている」『防錆管理』第8巻第1号、日本防錆技術協会、1964年1月、79頁。
- 絹川武良司（著）、日刊工業新聞社 [編][他]（編）「ステンレス」『金属材料』第4巻第12号、日刊工業新聞社、1964年12月、46頁。
- 絹川武良司「新時代の金属業の経営者に対する苦言」『住友軽金属技報 = Sumitomo light metal technical reports』第7巻第1号、住友軽金属工業研究開発センター、1966年1月。